# Almaqah
Almaqah (arabiska: المقه) var en förislamsk arabisk gud. 
Han ingick i den triad av Venus-Solen-Månen som under olika namn dyrkades som gudar av araberna. Han var månens gud i kungariket Saba.